# Tara-Air-Flug 197
Tara-Air-Flug 197 war ein planmäßiger Inlandsflug der nepalesischen Fluggesellschaft Tara Air von Pokhara nach Jomsom, auf dem am 29. Mai 2022 eine de Havilland Canada DHC-6 Twin Otter in der Nähe von Kowang mit dem Berg Manapathi kollidierte. Alle 22 Personen an Bord kamen dabei ums Leben.

## Ablauf
Die Maschine startete gegen 09:55 Uhr (Ortszeit) bei sehr schlechten Wetterbedingungen in Pokhara für den rund 20 Minuten langen Kurzflug nach Jomsom. Circa zwölf Minuten nach dem Start brach der Funkkontakt zum Flugzeug ab. Aufgrund der schlechten Wetterbedingungen mussten die zur Suche angeforderten Hubschrauber umkehren. Da die Wetterbedingungen in der Nacht vom 29. Mai auf den 30. Mai 2022 sehr schlecht waren, musste auch die bodengebundene Suche eingestellt werden. Am Morgen des 30. Mai wurde die Suche aufgenommen, bei der dann das Flugzeugwrack gefunden wurde. Alle 22 Leichen wurden gefunden.

## Flugzeug
Das Flugzeug war eine de Havilland Canada DHC-6 Twin Otter mit der Fertigungsnummer 619, die am 21. April 1979 ihren Erstflug hatte und ab 1999 mit dem Luftfahrzeugkennzeichen 9N-AET in Diensten der Tara Air stand.

## Passagiere und Besatzung
Insgesamt befanden sich 19 Passagiere und drei Besatzungsmitglieder an Bord.
| Nationalität | Passagiere | Besatzung | Gesamt |
| ------------ | ---------- | --------- | ------ |
| Nepal        | 13         | 3         | 16     |
| Deutschland  | 02         | 0         | 02     |
| Indien       | 04         | 0         | 04     |
| Gesamt       | 19         | 3         | 22     |

## Ermittlungen
Die Ermittlungen zu dem Unfall wurden von nepalesischer Seite geführt. Laut dem am 13. Mai 2023 veröffentlichten Abschlussbericht der Flugunfalluntersuchungskommission war die wahrscheinliche Ursache des Unfalls das Versäumnis der Besatzung, den richtigen Flugweg zu überwachen und aufrechtzuerhalten, während sie unbeabsichtigt unter Instrumentenflugbedingungen (IMC) flog, und das Terrain Avoidance and Warning System (TAWS) deaktiviert war, was zu einem sogenannten Controlled Flight Into Terrain (CFIT)-Unfall führte.

## Sonstiges
- Bereits am 24. Februar 2016 war es auf derselben Flugverbindung zu einem ähnlichen Unfall gekommen (siehe Tara-Air-Flug 193).